# Iota latina
La iota latina (mayúscula: Ɩ, minúscula: ɩ ) es una letra del alfabeto latino, basada en la letra del alfabeto griego iota (ι).

Muestra de Ɩ en varios tipos de letra.

## Uso
Antes se utilizaba en el Alfabeto Fonético Internacional para representar una vocal casi cerrada semianterior no redondeada [ ɪ ] como la vocal del inglés en bit (/bit/). Fue reemplazado por una I mayúscula (ɪ) en 1989, pero todavía se puede encontrar en algunos trabajos antiguos. Se utilizan otras variaciones para la transcripción fonética:  ⟨ᵼ⟩, ⟨ᶥ⟩ .
Ɩ fue adoptada como letra oficial en algunas lenguas africanas, como el gurunɛ, el kabiyé o el mossi. Su forma mayúscula también tiene un gancho para distinguirla de la I mayúscula. La forma cursiva acentuada (ɩ) suele ser indistinguible de la letra cursiva minúscula I i en fuentes serif .

## Unicode
La mayúscula y la minúscula se encuentran en U+0196 y U+0269 en Unicode, respectivamente.
| Carácter      | Ɩ                         | Ɩ                         | ɩ                       | ɩ                       |
| ------------- | ------------------------- | ------------------------- | ----------------------- | ----------------------- |
| Unicode       | LATIN CAPITAL LETTER IOTA | LATIN CAPITAL LETTER IOTA | LATIN SMALL LETTER IOTA | LATIN SMALL LETTER IOTA |
| Codificación  | decimal                   | hex                       | decimal                 | hex                     |
| Unicode       | 406                       | U+0196                    | 617                     | U+0269                  |
| UTF-8         | 198 150                   | C6 96                     | 201 169                 | C9 A9                   |
| Ref. numérica | &#406;                    | &#x196;                   | &#617;                  | &#x269;                 |